# Pasjalik van Janina

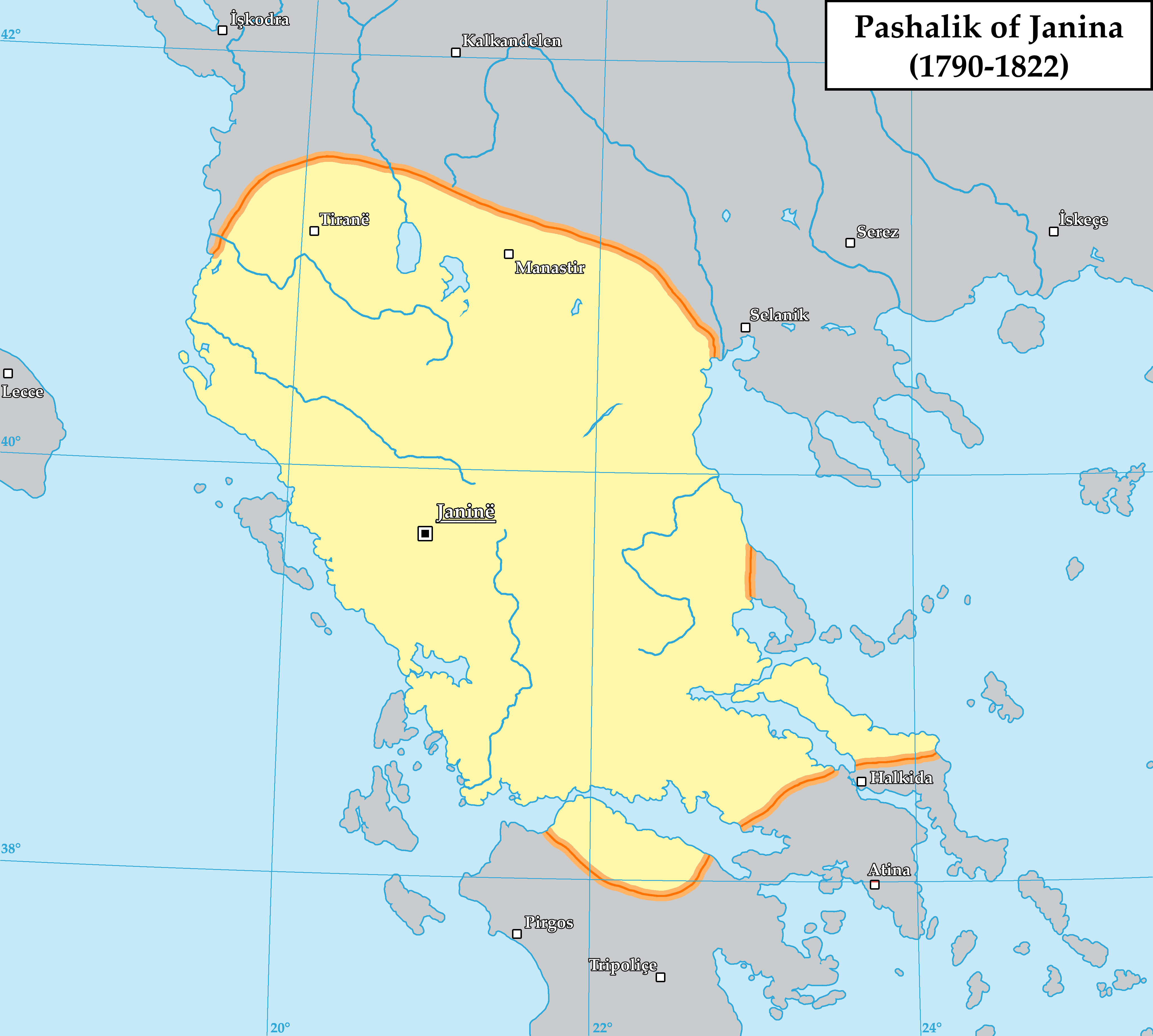
Pasjalik van Janina in zijn grootste omvang

De Pasjalik van Janina was een autonome regio in het Ottomaanse Rijk van 1787 tot 1822 en bevatte Zuid-Albanië en Noordwest-Griekenland.

## Naam
Een pasjalik is een regio in het Ottomaanse Rijk, die wordt bestuurd door een pasja. De hoofdstad van de Pasjalik van Janina was Janina of Ioannina. De stichter van de pasjalik was Ali van Tepelenë of Ali Pasja.

## Geschiedenis
In het begin van de Russisch-Turkse Oorlog (1787-1792) slaagde Ali Pasja er in de stad Ioannina te veroveren en eigende zichzelf de titel sandjakbei toe. Van de zwakte van het Ottomaanse Rijk profiteerde hij om zijn gebied uit te breiden en zich meer en meer autonoom op te stellen. Ook van de coalitieoorlogen tegen Napoleon Bonaparte wist hij handig gebruik te maken. Zelf van de oprichting van de Verenigde Staten van de Ionische Eilanden door het Verenigd Koninkrijk wist hij een graantje mee te pikken.
In 1820 stelde sultan Mahmut II, Hurshid Pasja, voormalig grootvizier, aan als pasja van de Eyalet Morea (Peloponnesos), met de bedoeling de macht van Ali Pasja in te perken. Het neveneffect werd de aanzet van de Griekse Onafhankelijkheidsoorlog. In januari 1822 wist Hurshid Pasja, Ali Pasja in de val te lokken en hem te vermoorden. De dood Ali Pasja betekende ook het einde van de Pasjalik van Janina en werd het terug de Eyalet Ioannina.